# Грабленовы
Грабленовы (Граблёновы, Грабленые) — древний русский дворянский род, восходит к середине XVII века.
Впоследствии род Грабленовых разделился на три ветви; которые были внесены Герольдией в VI и II части родословной книги Тверской губернии и в VI часть родословной книги Смоленской губернии.

## История рода
Илья, Фёдор, Василий и Влас Ивановичи владели поместьями в Деревской пятине (1495).
В первой половине XVII столетия Грабленовы имели поместья в Зубцовском уезде. Дружина Лукьянович служил бежицким городовым дворянином (1622), потомство его внесено в родословную книгу Тверской губернии. Матвей Захарьевич жилец (1624). Пётр Михайлович владел поместьем в Ржевском уезде, потомство его внесено в родословную книгу Тверской губернии.
Шесть представителей рода владели населёнными имениями (1699).

## Известные представители
- Граблёнов Яков — воевода в Белёве (1659).
- Грабленовы: Афанасий Маккавеевич, Григорий и Иван Васильевичи — московские дворяне (1677-1692)[5].